# Anaphragma mirabile
Anaphragma mirabile is een mosdiertjessoort uit de familie van de Amplexoporidae.